# Tordylium grande
Tordylium grande är en flockblommig växtart som beskrevs av Richard Anthony Salisbury. Tordylium grande ingår i släktet Tordylium och familjen flockblommiga växter. Inga underarter finns listade i Catalogue of Life.